# Apostolos Georgiou
Apostolos Georgiou (* 1952 in Thessaloniki) ist ein griechischer Maler.

## Leben und Werk
Georgiou studierte ab 1971 Architektur an der Universität für angewandte Kunst Wien. An der Accademia di Belle Arti in Florenz schloss er 1975 ein Studium der Malerei ab. Apostolos Georgiou malt mit Acryl auf Leinwand. Sein wichtigstes Thema ist die Existenz des Menschen. Er konzentriert sich darauf, Situationen darzustellen, in denen Menschen gefangen sind. Seine Bilder offenbaren ein tiefes Gefühl der Einsamkeit und Entfremdung, zugleich zeigen sie Sinn für Humor.

## Ausstellungen (Auswahl)

### Einzelausstellungen
- 2015: Lost Dreams, AD Gallery, Athen
- 2016: Apostolos Georgiou, gb agency, Paris
- 2017: Apostolos Georgiou, Zina Athanasiadou gallery, Thessaloniki
- 2018: Situations You Space and Extra Space, Shenzhen

### Gruppenausstellungen
- 2014: Burning Down The House, 10. Gwangju Biennale, Gwangju
- 2015: Tightrope Walk: Painted Images After Abstraction. White Cube, London
- 2016: Cher(e)s Ami(e)s: Hommage aux donateurs des collections contemporaines, Centre Georges-Pompidou, Paris
- 2017: Documenta 14, Athen und Kassel
- 2017: Der stinknormale Mann, Riesa Efau/Motorenhalle, Dresden